# Tetamauara unicolor
Tetamauara unicolor är en skalbaggsart som först beskrevs av Bates 1885. Tetamauara unicolor ingår i släktet Tetamauara och familjen långhorningar.
Artens utbredningsområde är Panama. Inga underarter finns listade i Catalogue of Life.